# Peter Bernhard

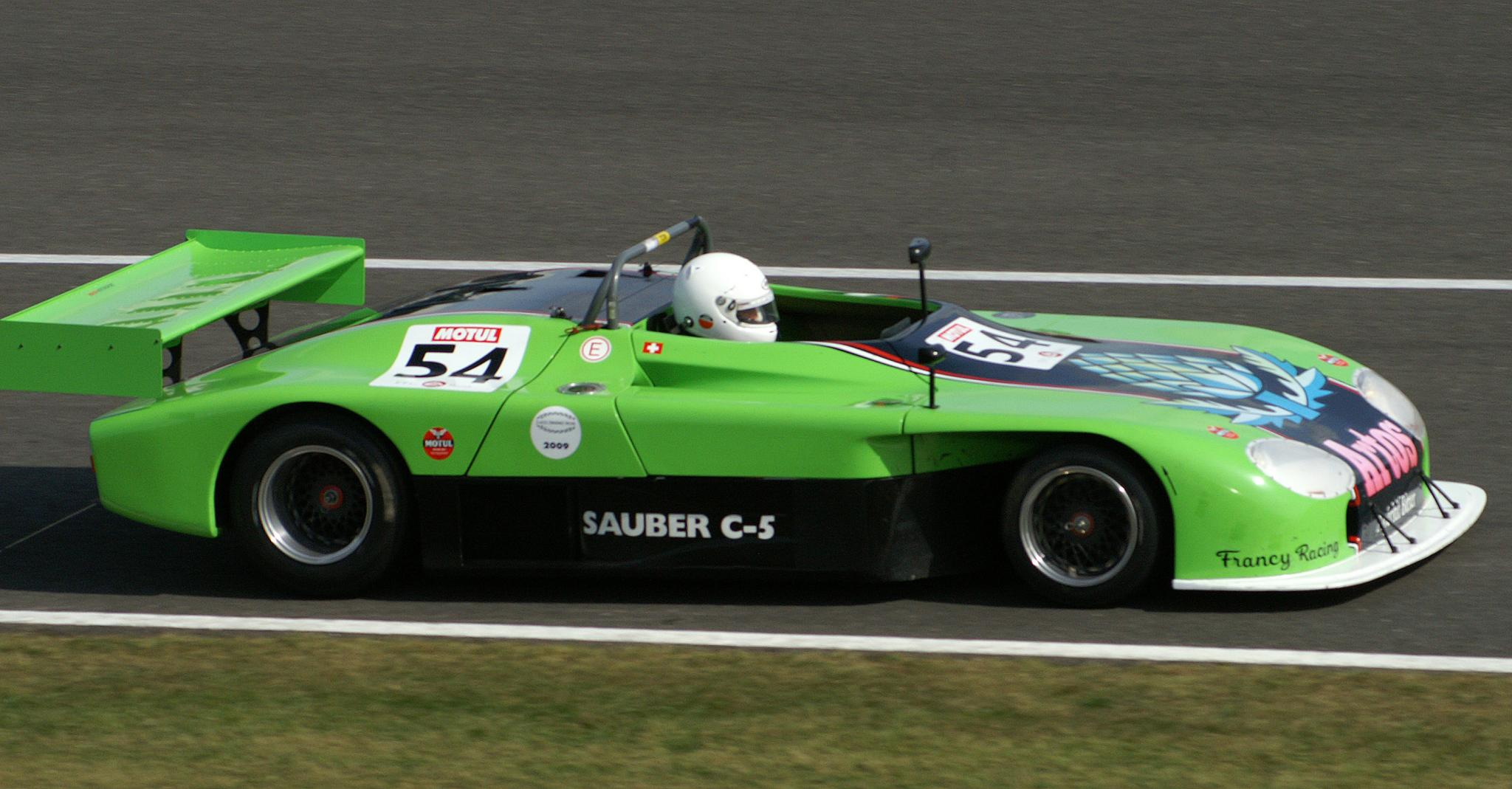
Auf einem Sauber C5 startete Peter Bernhard 1977 in der Sportwagen-Weltmeisterschaft

Peter Bernhard (* 11. November 1943 in Winterthur) ist ein ehemaliger Schweizer Autorennfahrer.

## Karriere als Rennfahrer
Peter Bernhard fuhr in den 1970er-Jahren nationale und internationale Sportwagenrennen. Er war in der Deutschen Rennsport-Meisterschaft aktiv und ab 1976 in der Sportwagen-Weltmeisterschaft. Als Partner von Eugen Strähl wurde er 1977 auf einem Sauber C5 Gesamtzweiter beim 500-km-Rennen von Pergusa. Aus demselben Jahr stammt auch sein einziger Einsatz beim 24-Stunden-Rennen von Le Mans. Seinen letzten Start hatte er beim 6-Stunden-Rennen von Vallelunga 1980. Gemeinsam mit Angelo Pallavicini kam er im Porsche 934 als Elfter des Schlussklassements ins Ziel.

## Statistik

### Le-Mans-Ergebnisse
| Jahr | Team            | Fahrzeug  | Teamkollege  | Platzierung | Ausfallgrund |
| ---- | --------------- | --------- | ------------ | ----------- | ------------ |
| 1977 | P. P. Sauber AG | Sauber C5 | Eugen Strähl | Ausfall     | Ölleck       |

### Einzelergebnisse in der Sportwagen-Weltmeisterschaft
| Saison | Team                                                 | Rennwagen    | 1   | 2   | 3   | 4   | 5   | 6   | 7   | 8   | 9   | 10  | 11  | 12  | 13  | 14  | 15  | 16  | 17  |
| ------ | ---------------------------------------------------- | ------------ | --- | --- | --- | --- | --- | --- | --- | --- | --- | --- | --- | --- | --- | --- | --- | --- | --- |
| 1976   | Charles Graemiger Rennsport Zürich                   | Cheetah G501 | MUG | VAL | NÜR | MON | SIL | IMO | NÜR | ZEL | PER | WAT | MOS | DIJ | DIJ | SAL |     |     |     |
| 1976   | Charles Graemiger Rennsport Zürich                   | Cheetah G501 |     |     |     |     |     |     |     |     |     |     |     |     | DNF | DNF |     |     |     |
| 1977   | Sauber                                               | Sauber C5    | DAY | MUG | DIJ | MON | SIL | NÜR | VAL | PER | WAT | EST | LEC | MOS | IMO | SAL | BRH | HOK | VAL |
| 1977   | Sauber                                               | Sauber C5    |     |     | DNF | DNF |     |     |     | 2   |     | 5   | 5   |     |     |     |     |     |     |
| 1978   | Angelo Pallavicini Meccarillos Racing Pallvano-Corse | Porsche 934  | DAY | SEB | MUG | TAL | DIJ | SIL | NÜR | LEM | MIS | DAY | WAT | VAL | ROD |     |     |     |     |
| 1978   | Angelo Pallavicini Meccarillos Racing Pallvano-Corse | Porsche 934  |     |     | DNF |     | 8   | 8   | 28  |     |     |     |     |     |     |     |     |     |     |
| 1980   | Angelo Pallavicini                                   | Porsche 934  | DAY | BRH | SEB | MUG | MON | RIV | SIL | NÜR | LEM | DAY | WAT | SPA | MOS | ROA | VAL | DIJ |     |
| 1980   | Angelo Pallavicini                                   | Porsche 934  |     |     |     |     |     |     |     |     |     |     |     | 11  |     |     |     |     |     |